# Probabilistisch ontwerpen
Probabilistisch ontwerpen  is een benadering van het technisch ontwerpen waarbij expliciet rekening wordt gehouden met risico’s en onzekerheden.
De term probabilistisch ontwerpen wordt met name toegepast met betrekking tot het dimensioneren van constructies, maar het kan ook breder worden gehanteerd. Bij het probabilistisch ontwerpen gaat het om twee vormen van onzekerheden: onzekerheden met betrekking tot de sterkte of capaciteit van een constructie en onzekerheden met betrekking tot de optredende belastingen. Hierbij gaat het bijvoorbeeld om onzekerheden met betrekking tot de sterkte van een dijk en met betrekking tot de hoogste waterstanden die kunnen optreden, of bijvoorbeeld met betrekking tot de gewenste en geleverde pompcapaciteit van een gemaal, waarbij onder andere neerslaghoeveelheden en storingen aan pompen onzekere factoren zijn waarmee rekening moet worden gehouden.
In de civiele techniek worden drie niveaus onderscheiden met betrekking tot het rekening houden met risico's en onzekerheden bij het dimensioneren van constructies. In niveau-I-berekeningen wordt een veiligheidsfactor toegepast ten opzichte van de verwachte sterkte en belastingen, zonder dat hieraan een expliciete risicoanalyse ten grondslag ligt. In niveau-II-berekeningen wordt een probabilistische benadering toegepast, waarbij bijvoorbeeld zowel de belasting als de sterkte wordt benaderd met een normale verdeling. In dit geval moet met zorg worden bepaald hoe groot het risico mag zijn dat de sterkte kleiner is dan de optredende belasting. Bij niveau-III-berekeningen wordt ten slotte het probleem volledig probabilistisch gemodelleerd, met behulp van een Monte Carlo analyse, waarbij de kansdichtheidsfuncties van alle relevante variabelen worden gespecificeerd en waarbij ook rekening wordt gehouden met correlaties tussen deze variabelen.